# Retes de Llanteno
Retes de Llanteno en espagnol ou Erretes Lanteno en basque, est une commune ou contrée de la municipalité d'Ayala dans la province d'Alava dans la Communauté autonome basque (Espagne).

## Référence
1. ↑  Officiellement « Retes de Llanteno » Euskal Herriko leku 2012-07-25 (Site d'Euskaltzaindia ou Académie de la langue basque)